# Patricia A. McKillip
Patricia Anne McKillip (n. 29 februarie 1948, Salem, Oregon, SUA – d. 6 mai 2022, Coos Bay⁠(d), Oregon, SUA) a fost o autoare americană de fantezie și științifico-fantastic. A fost considerată „unul dintre cei mai desăvârșiți stiliști de proză în genul fantezie” și a scris cel mai mult romane fantastice de sine stătătoare. Lucrările ei au primit numeroase premii, inclusiv Premiul World Fantasy pentru realizări de o viață în 2008.

## Viață și educație
Patricia A. McKillip s-a născut în Salem, Oregon. Ea a crescut în Oregon, Marea Britanie și Germania. A studiat la Universitatea de Stat din San Jose, California, unde a primit o licență în 1971 și un master în arte în limba engleză în 1973. McKillip a fost căsătorită cu poetul David Lunde. Ea a decedat la 6 mai 2022, la 74 de ani.

## Carieră
Primele publicații ale lui McKillip au fost două cărți scurte pentru copii, The Throme of the Erril of Sherill și The House on Parchment Street. Primul ei roman, The Forgotten Beasts of Eld, a fost publicat în 1974, la vârsta de 26 de ani și a primit Premiul World Fantasy în 1975.
Trilogia sa, The Quest of the Riddle-Master, publicată între 1976 și 1979, a fost considerată de cercetătorul Peter Nicholls „o lucrare de statură clasică”. A fost selectată ca parte a seriei Fantasy Masterworks a editurii Gollancz. În 2008, a primit Premiul World Fantasy pentru realizări de o viață. Cele mai multe dintre romanele ei recente au grafică creată de Kinuko Y. Craft.
Despre scrierea unor lucrări de fantezie, McKillip a spus: „Figurile de stil din mitologie și ale simbolismului sunt elementele de bază. Este ca notația în muzică; îl poți schimba în moduri cu adevărat ciudate, dar sunetul este întotdeauna același, sunetul este întotdeauna acolo. Atâta timp cât avem nevoie de aceste simboluri, atunci astfel de povești vor fi scrise. Dar dacă înlăturăm vechile simboluri, atunci ar trebui să venim cu altele noi - cine știe?"
Au urmat mai multe romane de sine stătătoare. Criticul Brian Stableford a descris-o drept „unul dintre cei mai desăvârșiți stiliști de proză din genul fantastic”, în timp ce Peter Nicholls și John Clute au considerat-o „poate cel mai impresionant autor de povestiri fantastice încă activ”.

## Premii
McKillip deține recordul pentru cele mai multe premii Mythopoeic Fantasy (patru) și nominalizări (cincisprezece). Ea a câștigat, de asemenea, Premiul World Fantasy pentru cel mai bun roman, precum și pentru realizări de o viață.
| Premiu                | Lucrare                                | Rezultat     |
| --------------------- | -------------------------------------- | ------------ |
| Premiul Hugo          | Harpist in the Wind (1979)             | Nominalizare |
| Premiul Locus         | Harpist in the Wind (1979)             | Câștigat     |
| Mythopoeic Award      | The Forgotten Beasts of Eld⁠(d) (1974)  | Nominalizare |
| Mythopoeic Award      | The Changeling Sea⁠(d) (1988)           | Nominalizare |
| Mythopoeic Award      | The Sorceress and the Cygnet⁠(d) (1991) | Nominalizare |
| Mythopoeic Award      | The Cygnet and the Firebird⁠(d) (1993)  | Nominalizare |
| Mythopoeic Award      | Something Rich and Strange⁠(d) (1994)   | Câștigat     |
| Mythopoeic Award      | The Book of Atrix Wolfe⁠(d) (1995)      | Nominalizare |
| Mythopoeic Award      | Winter Rose (1996)                     | Nominalizare |
| Mythopoeic Award      | Song for the Basilisk⁠(d) (1998)        | Nominalizare |
| Mythopoeic Award      | Ombria in Shadow⁠(d) (2002)             | Câștigat     |
| Mythopoeic Award      | In the Forests of Serre (2003)         | Nominalizare |
| Mythopoeic Award      | Alphabet of Thorn⁠(d) (2004)            | Nominalizare |
| Mythopoeic Award      | Solstice Wood (2006)                   | Câștigat     |
| Mythopoeic Award      | The Bell at Sealey Head⁠(d) (2008)      | Nominalizare |
| Mythopoeic Award      | The Bards of Bone Plain (2010)         | Nominalizare |
| Mythopoeic Award      | Kingfisher (2016)                      | Câștigat     |
| Premiul Nebula        | Winter Rose (1996)                     | Nominalizare |
| Premiul Nebula        | The Tower at Stony Wood⁠(d) (2000)      | Nominalizare |
| Premiul World Fantasy | The Forgotten Beasts of Eld⁠(d) (1974)  | Câștigat     |
| Premiul World Fantasy | Harpist in the Wind (1979)             | Nominalizare |
| Premiul World Fantasy | Ombria in Shadow⁠(d) (2002)             | Câștigat     |
| Premiul World Fantasy | Od Magic⁠(d) (2005)                     | Nominalizare |

### TrilogiaThe Riddle-Master
| Nume                     | An   | ISBN                |
| ------------------------ | ---- | ------------------- |
| The Riddle-Master of Hed | 1976 | ISBN: 0-7088-8051-7 |
| Heir of Sea and Fire     | 1977 | ISBN: 0-7088-8050-9 |
| Harpist in the Wind      | 1979 | ISBN: 0-7088-8052-5 |

Antologii cu cele 3 cărți:
| Nume                          | An   | ISBN                |
| ----------------------------- | ---- | ------------------- |
| Riddle of Stars               | 1979 | ISBN: 0-2839-8579-8 |
| Quest of Riddlemasters        | 1982 | ISBN: 0-345-26198-4 |
| The Quest of the Riddlemaster | 1983 | ISBN: 0-345-29089-5 |
| Riddle-Master                 | 1999 | ISBN: 0-441-00596-9 |
| The Riddle-Master's Game      | 2001 | ISBN: 1-85798-796-9 |

### SeriaThe Cygnet
| Nume                            | An   | ISBN                |
| ------------------------------- | ---- | ------------------- |
| The Sorceress and the Cygnet⁠(d) | 1991 | ISBN: 0-441-77564-0 |
| The Cygnet and the Firebird⁠(d)  | 1993 | ISBN: 0-441-12628-6 |
| Cygnet                          | 2007 | ISBN: 0-441-01483-6 |

### SeriaKyreol
| Nume                     | An   | ISBN                |
| ------------------------ | ---- | ------------------- |
| Moon-Flash⁠(d)            | 1984 | ISBN: 0-689-31049-8 |
| The Moon and the Face⁠(d) | 1985 | ISBN: 0-689-31158-3 |
| Moon-Flash               | 2005 | ISBN: 0-14-240301-6 |

### SeriaWinter Rose
| Nume          | An   | ISBN                |
| ------------- | ---- | ------------------- |
| Winter Rose   | 1996 | ISBN: 0-441-00334-6 |
| Solstice Wood | 2006 | ISBN: 0-441-01366-X |

### Alte lucrări
| Nume                                                                     | An   | ISBN                    |
| ------------------------------------------------------------------------ | ---- | ----------------------- |
| The House on Parchment Street⁠(d)                                         | 1973 | ISBN: 0-689-70451-8     |
| The Throme of the Erril of Sherill⁠(d)                                    | 1973 | ISBN: 0-441-80839-5     |
| The Forgotten Beasts of Eld⁠(d)                                           | 1974 | ISBN: 0-380-00480-1     |
| The Night Gift                                                           | 1976 | ISBN: 0-689-70470-4     |
| Stepping From the Shadows⁠(d)                                             | 1982 | ISBN: 0-425-07107-3     |
| Fool's Run⁠(d)                                                            | 1987 | ISBN: 0-356-14394-5     |
| The Changeling Sea⁠(d)                                                    | 1988 | ISBN: 0-689-31436-1     |
| Something Rich and Strange⁠(d) ("A Tale of Brian Froud⁠(d)'s Faerielands") | 1994 | ISBN: 0-553-09674-5     |
| The Book of Atrix Wolfe⁠(d)                                               | 1995 | ISBN: 0-441-00211-0     |
| Song for the Basilisk⁠(d)                                                 | 1998 | ISBN: 0-441-00447-4     |
| The Tower at Stony Wood⁠(d)                                               | 2000 | ISBN: 0-441-00733-3     |
| Ombria in Shadow⁠(d)                                                      | 2002 | ISBN: 0-441-00733-3     |
| In the Forests of Serre                                                  | 2003 | ISBN: 0-441-01011-3     |
| Alphabet of Thorn⁠(d)                                                     | 2004 | ISBN: 0-441-01130-6     |
| Od Magic⁠(d)                                                              | 2005 | ISBN: 0-441-01248-5     |
| Harrowing the Dragon⁠(d) (povestiri)                                      | 2005 | ISBN: 0-441-01248-5     |
| The Bell at Sealey Head⁠(d)                                               | 2008 | ISBN: 0-441-01630-8     |
| The Bards of Bone Plain                                                  | 2010 | ISBN: 0-441-01957-9     |
| Wonders of the Invisible World⁠(d) (povestiri)                            | 2012 | ISBN: 978-1-61696-087-2 |
| Kingfisher⁠(d)                                                            | 2016 | ISBN: 978-0-425-27176-6 |
| Dreams of Distant Shores⁠(d) (povestiri)                                  | 2016 | ISBN: 978-1-61696-218-0 |

### Povestiri
| Nume                                         | An   | Publicată în |
| -------------------------------------------- | ---- | --- |
| "The Throme of the Erril of Sherill"         | 1973 | The Throme of the Erril of Sherill (1973, 1984) |
| "Untitled Play: An Excerpt"                  | 1981 | A Fantasy Reader (1981) |
| "The Harrowing of the Dragon of Hoarsbreath" | 1982 | Elsewhere Vol II (1982) The Throme of the Erril of Sherill (1984) Harrowing the Dragon (2005)                                                                                        |
| "A Matter of Music"                          | 1984 | Elsewhere Vol III (1984) Harrowing the Dragon (2005) |
| "A Troll and Two Roses"                      | 1985 | Faery! (1985) Harrowing the Dragon (2005) |
| "The Old Woman and the Storm"                | 1985 | Imaginary Lands (1985) Wonders of the Invisible World (2012) |
| "Baba Yaga and the Sorcerer's Son"           | 1986 | Dragons and Dreams (1986) Harrowing the Dragon (2005) |
| "The Doorkeeper of Khaat"                    | 1989 | Full Spectrum 2 (1989) Wonders of the Invisible World (2012) |
| "Fortune's Children"                         | 1990 | Tales of the Witch World 3 (1990) |
| "Moby James"                                 | 1991 | 2041: Twelve Short Stories About the Future (1991) Holt Anthology of Science Fiction (2000)                                                                                          |
| "The Fellowship of the Dragon"               | 1992 | After the King (1992) Harrowing the Dragon (2005) |
| "The Snow Queen"                             | 1993 | Snow White, Blood Red (1993) The Years Best Fantasy and Horror: Seventh Annual Collection (1994) Harrowing the Dragon (2005)                                                         |
| "The Stranger"                               | 1993 | Temporary Walls (1993) Harrowing the Dragon (2005) |
| "Xmas Cruise"                                | 1993 | Christmas Forever (1993) Wonders of the Invisible World (2012) |
| "Lady of the Skulls"                         | 1993 | Strange Dreams (1993) The Year's Best Fantasy and Horror: Seventh Annual Collection (1994) Harrowing the Dragon (2005) The Secret History of Fantasy, editor: Peter S. Beagle (2010) |
| "Ash, Wood, Fire"                            | 1993 | The Women's Press Book of New Myth and Magic (1993) Harrowing the Dragon (2005) |
| "Transmutations"                             | 1994 | Xanadu 2 (1994) The Years Best Fantasy and Horror: Eighth Annual Collection (1995) Harrowing the Dragon (2005)                                                                       |
| "The Lion and the Lark"                      | 1995 | The Armless Maiden (1995) The Years Best Fantasy and Horror: Ninth Annual Collection (1996) Harrowing the Dragon (2005)                                                              |
| "Wonders of the Invisible World"             | 1995 | Full Spectrum 5 (1995) Year's Best SF (1996) Wonders of the Invisible World (2012)                                                                                                   |
| "The Witches of Junket"                      | 1996 | Sisters in Fantasy 2 (1996) Harrowing the Dragon (2005) |
| "Star-Crossed"                               | 1997 | Shakespearean Whodunits (1997) Harrowing the Dragon (2005) |
| "Oak Hill"                                   | 1998 | The Essential Bordertown (1998) The Year's Best Fantasy and Horror: Twelfth Annual Collection (1999) Wonders of the Invisible World (2012)                                           |
| "Toad"                                       | 1999 | Silver Birch, Blood Moon (1999) Harrowing the Dragon (2005) |
| "A Gift to Be Simple"                        | 1999 | Not of Woman Born (1999) Wonders of the Invisible World (2012) |
| "Voyage into the Heart"                      | 1999 | Voyages, The 25th WFC (1999) Harrowing the Dragon (2005) |
| "The Twelve Dancing Princesses"              | 2000 | A Wolf at the Door and Other Retold Fairy Tales (2000) Wonders of the Invisible World (2012)                                                                                         |
| "Hunters Moon"                               | 2002 | The Green Man: Tales from the Mythic Forest (2002) Wonders of the Invisible World (2012)                                                                                             |
| "Byndley"                                    | 2003 | Firebirds (2003) Wonders of the Invisible World (2012) |
| "Out of the Woods"                           | 2004 | Flights (2004) Wonders of the Invisible World (2012) |
| "Undine"                                     | 2004 | The Faery Reel: Tales from the Twilight Realm (2004) Wonders of the Invisible World (2012)                                                                                           |
| "The Gorgon in the Cupboard"                 | 2004 | To Weave a Web of Magic (2004) Dreams of Distant Shores (2016) |
| "The Kelpie"                                 | 2005 | The Fair Folk (2005) Wonders of the Invisible World (2012) |
| "Jack O'Lantern"                             | 2006 | Firebirds Rising (2006) Wonders of the Invisible World (2012) |
| "Naming Day"                                 | 2007 | Dark Alchemy (2007) Wonders of the Invisible World (2012) |
| "The Fortune-Teller"                         | 2007 | The Coyote Road: Trickster Tales (2007) Wonders of the Invisible World (2012) |
| "Knight of the Well"                         | 2008 | A Book of Wizards (2008) Wonders of the Invisible World (2012) |
| "Which Witch"                                | 2012 | Under My Hat (2012) Dreams of Distant Shores (2016) |
| "Weird"                                      | 2014 | Unconventional Fantasy (2014) Dreams of Distant Shores (2016) |
| "Alien"                                      | 2016 | Dreams of Distant Shores (2016) |
| "Edith and Henry Go Motoring"                | 2016 | Dreams of Distant Shores (2016) |
| "Mer"                                        | 2016 | Dreams of Distant Shores (2016) |
| "Unicorn Triangle"                           | 2017 | The Karkadann Triangle (2018) The Unicorn Anthology (2019) |
| "Camouflage"                                 | 2020 | The Book of Dragons (2020) |

### Citate
1. ↑  Patricia A. McKillip, Internet Speculative Fiction Database, accesat în 9 octombrie 2017
2. ↑  Patricia A. Mc Killip, Catalogo Vegetti della letteratura fantastica
3. ↑  Patricia A. McKILLIP, NooSFere, accesat în 9 octombrie 2017
4. ↑   https://locusmag.com/2022/05/patricia-a-mckillip-1948-2022/ Lipsește sau este vid: |title= (ajutor)
5. ↑  Autoritatea BnF, accesat în 10 octombrie 2015
6. ↑   https://www.sfadb.com/Locus_Awards_1980 Lipsește sau este vid: |title= (ajutor)
7. 1 2  Stableford, Brian M. (1997). „McKillip, Patricia A.”.  În Clute, John; Grant, John. The Encyclopedia of Fantasy. Arhivat din original la 6 mai 2018.
8. 1 2 3 4  Locus June 2011, p. 7.
9. ↑  McKillip, Patricia A. The Bell at Sealey Head. New York: Penguin Books, 2008. Back flap of dust jacket.
10. ↑  „Patricia A. McKillip (1948–2022)”. Locus. 10 mai 2022. Accesat în 10 mai 2022.
11. 1 2  Locus June 2011, p. 67.
12. ↑  „Series: The Quest of the Riddle-Master”. www.isfdb.org. Accesat în 16 mai 2022.
13. 1 2  Nicholls, Peter; Clute, John (26 octombrie 2021). „McKillip, Patricia A.”.  În Clute, John; Langford, David. The Encyclopedia of Science Fiction (ed. 4th).
14. ↑  Walton, Jo (2018). „1980 Hugo Award Winners and Nominees”. An Informal History of the Hugos⁠(d). Tor Books. Arhivat din original la 21 iunie 2020.
15. ↑  „2008: World Fantasy Convention 2008”. World Fantasy Convention⁠(d). Accesat în 4 martie 2022.
16. ↑  „Title: Cover of In the Forests of Serre by Patricia McKillip”. www.isfdb.org. Accesat în 16 mai 2022.
17. ↑  „Mythopoeic Awards Tallies”. Science Fiction Awards Database. Locus Science Fiction Foundation. Arhivat din original la 16 iulie 2020. Accesat în 8 august 2021.
18. 1 2  „Patricia A. McKillip Awards”. Science Fiction Awards Database. Locus Science Fiction Foundation. Arhivat din original la 28 iulie 2021. Accesat în 8 august 2021.